# 문화 궁전

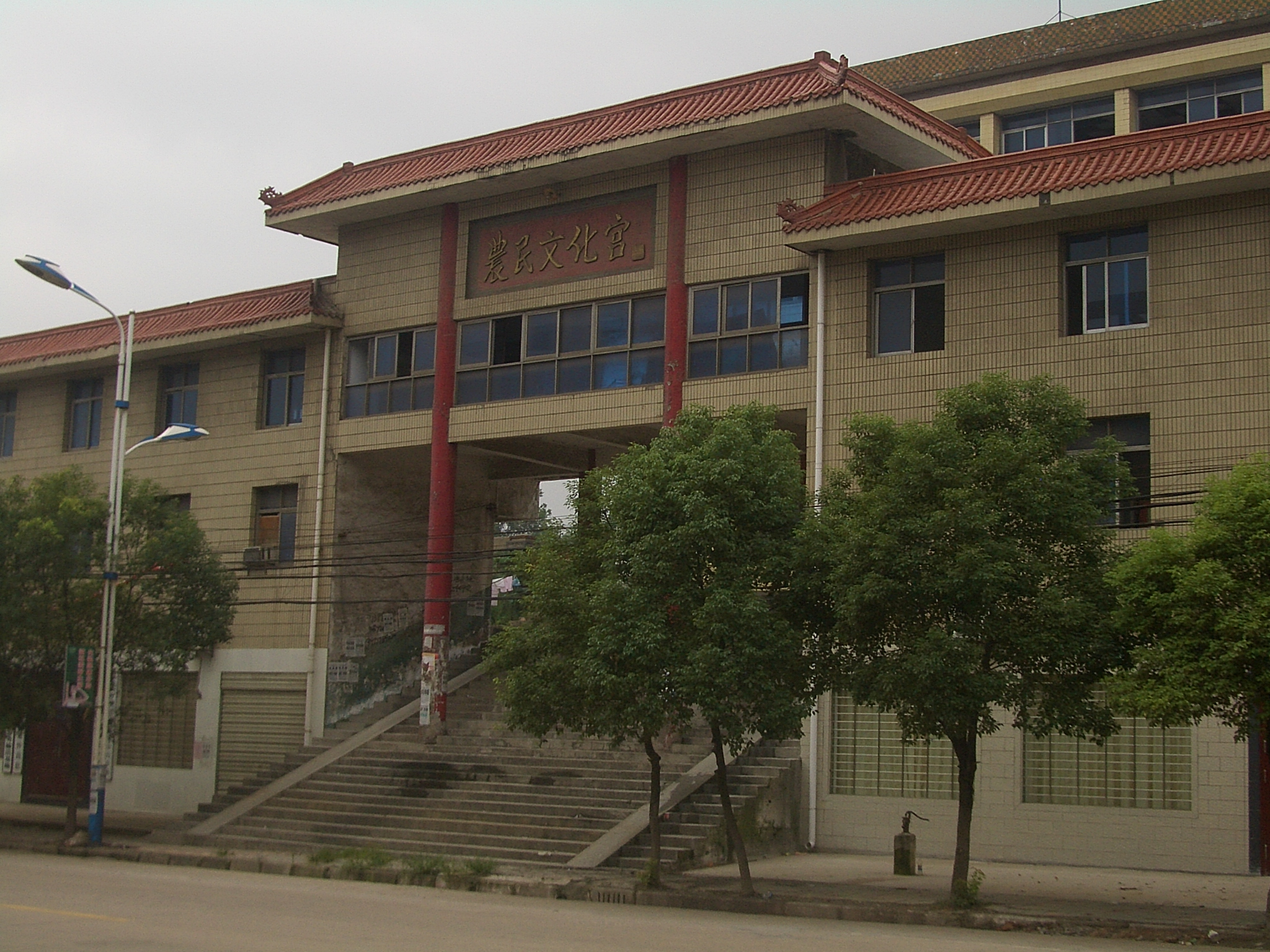
중국 허베이성의 황시 도심에 위치한 '농업인의 문화 궁전'

문화 궁전(러시아어: Дворец культуры, dvorets kultury) 또는 문화의 전당(dom kultury)은 소비에트 연방(소련)과 그 외 동구권 국가들의 클럽 하우스를 일컫는 말이다. 문화 궁전은 스포츠, 전시회, 예술 행사 등과 같이 여러 종류의 행사를 동시에 진행할 수 있도록 계획된 공간이다. 일반적인 '궁전'은 하나 이상의 영화관과 콘서트 홀, 댄스 스튜디오(민속춤과 발레, 사교 댄스 등 여러 장르 공연 가능), 여러 DIY 동호회를 위한 공간, 아마추어 무선 라디오 동호회용 공간, 아마추어 극단과 밴드 등을 위한 공간을 포함하고, 렉토리움(강의실)을 포함한 체제 교육용 공간도 포함하여야 했다. 사람들은 여기서 연령대 별로 분류되어 활동에 참여했다. 문화 궁전에는 이러한 취미 활동을 위한 공간 이외에도 공공 도서관을 입주시켰다.
동호회 활동에 참여하는 것은 기본적으로 무료지만. 하지만 공산 정권의 말엽 비공식적으로 인정받은 동호회 활동이 증가하면서 기본적으로 "자기 부담"을 해야하는 활동들의 경우는 참가자들이 일부 경비를 부담해야했다. 문화 궁전은 때때로 "클럽"으로도 불렸지만, 일반적으로 통용되는 것과 같이 선별된 회원제 기반의 시스템은 아니었다.
정부의 표현을 빌리자면, 이 모든 것들은 소련 노동자들과 어린이들의 "문화 여가 활동"을 후원하고 음주나 폭력 행위와 같은 "문화 없는 여가"를 지양하기 위해 설립되었다.
문화 궁전 또는 문화 전당은 소비에트 연방의 초창기 도입되었다. 이는 이전에 "인민의 전당"이라고 불리던 기관들의 역할을 전승한 것이라고 할 수 있다. 아래는 존 듀이의 소비에트 러시아와 혁명 세계의 인상(1929)에서 발췌한 글이다..
나의 여행에서 인상적이었던 점 중 하나는 대중 문화의 전당을 비공식적으로 방문했을 때 느낀 점이었다. 공장 구역의 가운데에 잔디밭으로 둘러 쌓인 깔끔한 건물이 하나 있었는데 여기에는 하나의 거대한 극장, 네 개의 작은 강당, 회의나 레크리에이션, 그리고 놀이 등을 위한 오십여개의 방, 노동조합들의 지소들이 있었는데 이 공간을 건축하기 위해서 약 2백만 불이 소요되었고 하루 평균 이용객이 약 5,000여명이라고 한다. 이런 공간이 정부에 의해서 건축되고 운영되는 것일까? 사실은 아니다. 이런 궁전들은 노동 조합들의 자발적인 노력으로 만들어진 것이다. 이런 시설을 건축하기 위해 조합에서는 임금의 2%를 따로 떼어 자발적으로 기금을 조성한 것이다. 이렇게 지어진 문화 전당에는 관리를 전담하는 직원이 따로 있다. 나는 나의 조국 노동자들이 상대적으로 자발적인 활동을 하지 않다는 점과 이런 비슷한 사회적 역할을 담당하는 시설들이 반쯤은 자선 사업 형식으로 진행된다는 사실을 상기하며 살짝의 씁쓸함을 느꼈다. 이들이 공산주의 이론에 입각한 소위 '빨갱이'들이라 이러한 시설을 만든 것은 아니라는 것이 확실하다. 사실 이러한 공적 역할을 하는 시설들은 더욱 더 발전된 공업 지대에는 존재하지 않는다. 보라. 레닌그라드에는 있지만 뉴욕이나 시카고에는 없다...

문화 궁전은 소유권이 누구에게 귀속되느냐에 따라 크게 두 가지 형태 - 국가 소유와 집단 소유 - 로 구분되었다. 대부분의 마을에서, 콜호스(협동농장)와 솝호스(국영농장)는 문화 궁전이나 중앙 궁전을 운영하였다. 주요 콤비나트(공업)들은 독자적으로 문화 궁전을 소유했는데 이곳들은 해당 공업 지대의 노동 조합이 실질적인 운영을 맡았다.
문화 궁전의 중요한 사회적 기능은 하나 더 있었는데, 이는 바로 소련 공산당의 지방 회의장으로서의 역할이다.
규모가 작은 시골 마을의 경우, 다소 축소된 기능을 수행하는 시설들이 있었는데 이런 곳들은 "클럽"이라고 불렸다. 클럽의 주요 기능은 야간 무도회 개최와 영화 상영이었다.
1988년 소비에트 연방의 전역에는 약 137,000여 개의 클럽이 운영 중이었다.
중화인민공화국에서 가장 유명하며 중심적인 위치를 차지하는 문화 궁전은 자금성 바로 바깥편의 태묘를 공원으로 조성한 노동인민문화궁(劳动人民文化宫)이다.

## 소련 해체 이후
대부분의 문화 궁전들은 소비에트 연방이 해체된 이후에도 계속 존속했지만, 이들이 사회적으로 차지하는 지위는 재정적인 면을 위시한 기타 여러 측면에서 여러 이유로 인해 급격히 변화되었다.

## 기타
- 바르샤바 문화과학전당 (폴란드)
- 문화의 전당 (Iaşi) (루마니아)
- 국립문화전당 (소피아, 불가리아)
- 팔라시오 데 쿨투라 파나멕스 (멕시코 시티, 멕시코)
- 팔라시오 델 라 쿨투라 (마나과, 니카라과)

## 같이 보기
- 인민의 집

## 참조
1. ↑  Dewey, John (1929). “Impressions of Soviet Russia”. 2008년 1월 21일에 원본 문서에서 보존된 문서. 2007년 10월 24일에 확인함.